# 샤프 아쿠오스 SHL23

### 개요
아쿠오스 폰 SHL23(일본어: アクオスフォン)는
2013년 11월 중순, 샤프전자의 일본 국내용 스마트폰이다.

## 연혁
- 2013년 10월 : 제품 발표  일본
- 2013년 11월 : 제품 출시  일본

## 경쟁 기종
- 소니 엑스페리아 Z1
- HTC 원
- 삼성 갤럭시 S4
- 화웨이 어센드 P6
- LG G2

### 관련 사이트
- 샤프 아쿠오스폰 SHL23 위키백과(일본)
- 샤프 아쿠오스폰 SHL23 공식사이트(일본샤프)